# 하동 법성선원 표충사기
하동 법성선원 표충사기(河東 法成禪院 表忠祠記)는 대한민국 경상남도 하동군 옥종면에 있는 책이다. 밀양시 표충사의 건립내력을 기록한 책이다. 2015년 7월 30일 경상남도의 유형문화재 제590호로 지정되었다.

## 개요
表忠祠記文表忠祠題詠은 임진왜란 때에 승병 활동을 한 사명대사 유정(惟政)을 기리기 위하여 세운 경상도 밀양 표충사의 기문(記文)과 제영시(題詠詩)등을 모아 편집한 책이다.본 조사자료와 동일한 서명(書名)을 지닌 자료는 1738년에 간행된 판본이 <경상대 도서관>에서 확인된다. <미국UC버클리대 도서관>에 소장되어 있는 表忠祠題詠」은 본 조사자료(本書)와 동일 간본(刊本)인 1778년에 간행한 것으로 확인된다.본 조사자료(本書)는 명확한 간행 기록(刊記)은 없지만, 그 跋文(책의 末尾에 인쇄되어 있는 기록)에 “乾隆四十三年戊戌(1778)”년이라는 간기(刊記)가 인쇄되어 있다.특히 이 조사자료는 현재 국내에서는 ‘단 1종’만을 확인할 수 있으며, 미국에 그 ‘잔권(殘卷) 1종’만을 확인할 수 있는 희귀본(稀貴本)에 해당한다는 점을 주목해야 한다. 그리고 조사 결과 이 책의 인출(印出) 및 보존 상태가 매우 양호한 책으로 확인된다. 또한 이 조사자료에서는 ‘특히 사명대사 유정의 승병 활동에 대한 내용과 표충사의 건립 내력에 대한 내용’을 파악할 수 있기 때문에, 밀양 표충사를 심층적으로 연구하기 위한 중요한 기초자료의 성격을 지니고 있다.

## 지정 사유
제첨서명은 표충사기(表忠祠記)이며, 권수제(卷首題)는 표충사기문⋅표충사제영(表忠祠記文⋅表忠祠題詠), 판심제(版心題)는 표충사기문⋅표충사제영(表忠祠記文⋅表忠祠題詠)으로 확인된다. 불분권(不分卷) 1책(冊)’으로 제본(製本)된 목판본(木板本)으로 구성되어 있다.
본문의 구성은 표충사기문(表忠祠記文)과 표충사제영(表忠祠題詠), 차송운대사표충사운병서(次松雲大師表忠祠韻幷序), 밀양표충사송운대사영당비명(密陽表忠詞松雲大師影堂碑銘) 등으로 되어 있다.
특히, 표충사기문⋅표충사제영(表忠祠記文⋅表忠祠題詠)은 임진왜란 때에 승병 활동을 한 사명대사 유정(惟政)을 기리기 위하여 세운 경상도 밀양 표충사의 기문(記文)과 제영시(題詠詩)등을 모아 편집한 책이다.
이 책은 명확한 간행 기록(刊記)은 없지만, 그 발문(跋文), 책의 末尾에 인쇄되어 있는 기록)에 건륭사십삼년무술(乾隆四十三年戊戌, 1778)년이라는 간기(刊記)가 인쇄되어 있다.
현재 국내에서는 '단 1종'만을 확인할 수 있으며, 미국에 그 '잔권(殘卷) 1종'만을 확인할 수 있는 희귀본(稀貴本)으로 인출(印出) 및 보존 상태가 매우 양호하다. 특히 사명대사 유정의 승병 활동에 대한 내용과 표충사의 건립 내력에 대한 내용’을 파악할 수 있기 때문에, 경상남도 밀양 <표충사>를 심층적으로 연구하기 위한 중요한 자료적 가치를 지니고 있다.

## 참고 자료
- 하동 법성선원 표충사기 - 국가유산청 국가유산포털